# 樊维斌
樊维斌（1965年1月—），男性，汉族，陕西吴堡人，中华人民共和国政治人物，在职研究生学历，拥有经济学硕士学位。1987年10月加入中国共产党，1989年7月参加工作。

## 人物经历
樊维斌早年在西北大学就读，期间加入中国共产党，毕业后长期在榆林地区计划委员会、陕西省计划委员会（发展和改革委员会）任职，2011年，出任陕西省发展与改革委员会总工程师。2013年，升任陕西省发改委副主任。2015年，接替出任中共咸阳市委书记的岳亮，担任中共陕西省委副秘书长兼省委政策研究室主任。2019年，转任中共陕西省委组织部常务副部长。
2020年，樊维斌外放地方，出任中共铜川市委书记，2022年8月，转任中共渭南市委书记。2023年1月，当选为陕西省人大常委会副主任。